# Iwao Takamoto
Iwao Takamoto  (tiếng Nhật: タカモト・イワオ Takamoto Iwao; 29 tháng 4 năm 1925 - 8 tháng 1 năm 2007) là một nhà làm phim hoạt hình người Mĩ gốc Nhật, người sản xuất truyền hình và là đạo diễn phim. Đồng thời, ông cũng là tác giả của chú chó Scooby-Doo. Cha của Takamoto đã di cư từ Hiroshima đến Mĩ vì lý do sức khỏe của ông. Ông chỉ trở lại Nhật Bản một lần để cưới vợ. Takamoto sinh ngày 29 tháng 4 năm 1925 tại Los Angeles, California. Sau vụ đán bom Trân Châu Cảng, gia đình Takamoto, giống như nhiều gia đình người gốc Nhật khác đã bị buộc đến một trại người Mỹ gốc Nhật. Họ đã ở đó cho đến thời kì còn lại của Thế chiến II. Chính trong thời gian này ông đã được đào tạo cơ bản về minh hoại từ một đôi nạn nhân trại cùng cảnh ngộ.